# Приволье (Покровский район)
Приволье (укр. Привілля) — село,
Вишнёвский сельский совет,
Покровский район,
Днепропетровская область,
Украина.
Код КОАТУУ — 1224284515. Население по переписи 2001 года составляло 43 человека .

## Географическое положение
Село Приволье находится на правом берегу реки Янчур,
выше по течению на расстоянии в 3 км расположено село Красногорское (Гуляйпольский район),
ниже по течению на расстоянии в 1 км расположено село Кирпичное.
По селу протекает пересыхающий ручей с запрудой.

## История
- 1926 — дата основания.